# Gaznevada
Gaznevada est un groupe italien de punk rock, originaire de Bologne, actif entre 1977 et 1988. Principalement actif dans les années 1970, comme Skiantos, le groupe fait partie de la première vague de punk rock italien de Bologne, alors très proche du mouvement de 1977. Actif entre la fin des années 1970 et la fin des années 1980.

## Histoire
Le groupe est formé à Bologne vers la fin de 1977 dans le contexte de la scène musicale locale et comme une évolution du Centro d'Urlo Metropolitano, une formation rock mouvementiste, auteure d'un single Mamma dammi la benza (de l'album Sarabanda sorti chez Humpty Dumpty et produit par Radio Alice), enregistré à Fonoprint et sorti sur cassette audio à l'occasion du mouvement de 1977. Lors de cet événement, ils se produisent en direct avec la chanson Mamma dammi la benza, donnant vie à ce qui sera défini comme le rock démentiel et dont les Skiantos seront les principaux représentants.
Au printemps 1979, Gianpietro Huber quitte également le groupe et est remplacé à la basse par Marco Bongiovanni (Chainsaw Sally, plus tard Marco Nevada). Avec l'arrivée du nouveau bassiste, Gaznevada retourne en studio pour enregistrer, à l'automne 1979, leur premier single Nevadagaz, contenant en face B la chanson inédite présentée au Bologna Rock Blue TV Set.
Leur deuxième album Sick Soundtrack (1980), précédé du single Nevada Gaz/Blue TV Set, les fait connaître des critiques comme un groupe innovant, capable d'embrasser et de retravailler les nouvelles sonorités venues des États-Unis et du Royaume-Uni. Le style musical de l'album se compose de sons névrotiques, de saxophones très rugueux, de rythmes presque funk, d'influences new wave (Talking Heads) et no wave, ainsi que d'influences électroniques, retravaillées, qu'ils s'approprient de manière tout à fait originale. Leur image noire/fantastique a accru la curiosité et le succès dans certains cercles de critiques musicaux de l'époque et dans le public de niche lié à la new wave et au punk. En 2012, l'album Sick Soundtrack est classé par Rolling Stone Italia parmi les 100 meilleurs disques de rock italiens.
Après la fin du groupe Gaznevada en 1988, Ciro Pagano se consacre à diverses productions dance et crée ensuite le groupe de techno Datura, tandis que Marco Bongiovanni produit, entre autres, le projet italien de house DJ H feat.Stefy. Après des années de silence, en 2002, une nouvelle chanson inédite de Gaznevada est publiée par EMI Dance Factory : le single de musique électronique Dance no Dance. La production artistique est signée Datura, tandis que la pochette, qui rappelle le graphisme de Sick Soundtrack, est signée Giorgio Lavagna, le premier chanteur du groupe.
En 2020, quarante ans après sa première sortie, l'album Sick Soundtrack est réédité sur le label Italian Records, et pour le compte d'Expanded Music, dans une version limitée et remastérisée,. Peu après, la cassette Gaznevada, première œuvre du groupe, est également éditée en vinyle. 

## Discographie partielle

### Albums studio
- 1979 : Gaznevada (Harpo's Bazaar, mini-cassette)
- 1980 : Sick Soundtrack (Italian Records, réédité en 2023)
- 1983 : Psicopatico Party (Italian Records)
- 1985 : Back to the Jungle (EMI)
- 1988 : Strange Life (CBS)

### EP
- 1981 : Dressed to Kill (Italian Records, 12")

### Singles
- 1980 : Nevadagaz (Italian Records, 7")